# 欧洲共产主义青年组织会议

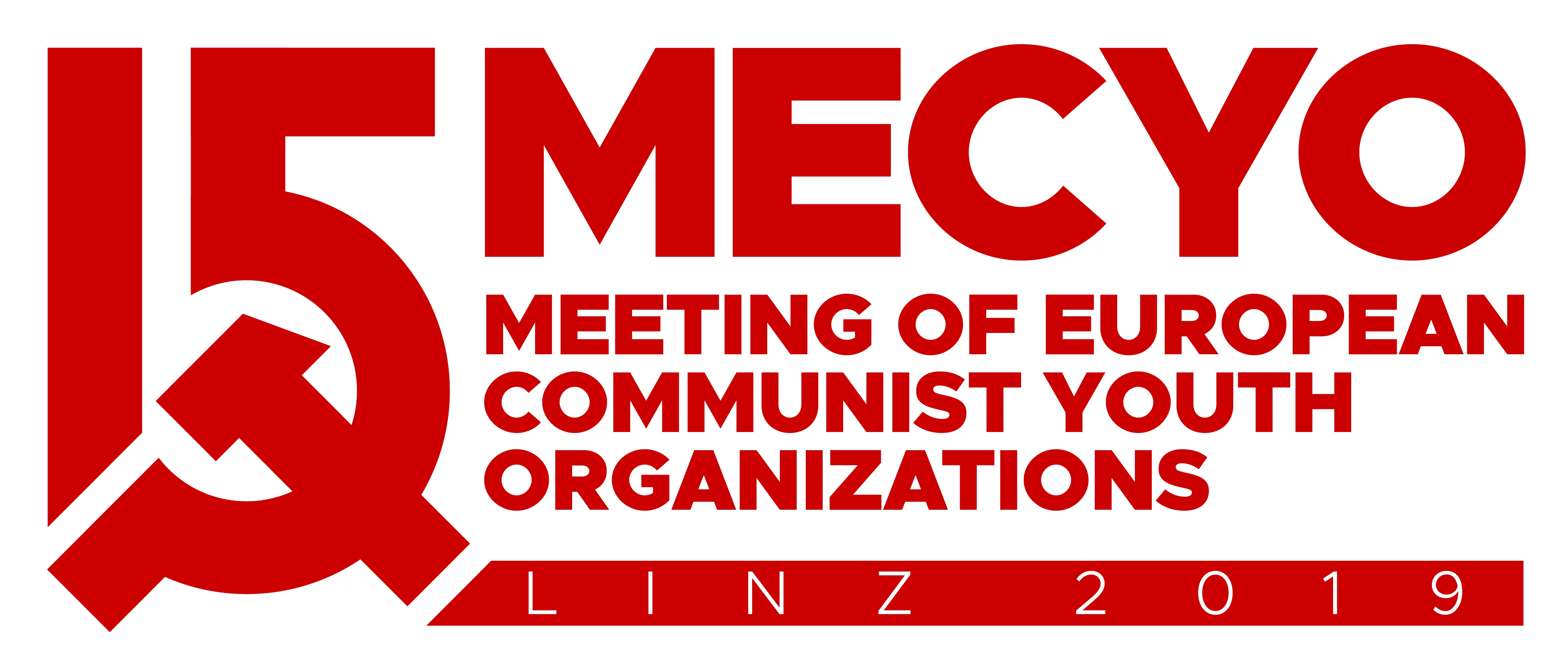
2019年，在奥地利林茨召开的欧洲共产主义青年组织会议第十五次会议的标志

欧洲共产主义青年组织会议（英語：Meeting of European Communist Youth Organizations）是欧洲各国的共产主义青年组织共同参与的年度会议。该会议旨在促进与会组织交流工作经验，并在某些领域达成一致立场。每次会议都包括一系列的辩论和研讨。在每次会议结束时，与会组织都会发表一份共同政治宣言。

## 与会组织
- 奥地利 奥地利共产主义青年
- 比利时 COMAC（比利时工人党青年翼）
- 丹麦 青年共产党人
- 賽普勒斯 联合民主青年组织（劳动人民进步党青年翼）
- 克罗地亚青年社会主义者（克罗地亚社会主义工人党青年翼）
- 拉脫維亞 拉脱维亚社会党青年（拉脱维亚社会党青年翼）
- 法國 法国青年共产主义者运动（法国共产党青年翼）
- 德国 社会主义德国工人青年（德国的共产党青年翼）
- 芬兰 共产主义青年联盟
- 芬兰 芬兰共产主义工人党共产主义青年（共产主义工人党—争取和平与社会主义青年翼）
- 希腊 希腊共产主义青年（希腊共产党青年翼）
- 愛爾蘭 康诺利青年运动
- 義大利 青年共产党人（重建共产党青年翼）
- 義大利 意大利共产主义青年联合会（意大利共产党 (2016年)青年翼）
- 義大利 共产主义青年阵线（共产党青年翼）
- 挪威 挪威青年共产党人（挪威共产党青年翼）
- 荷蘭 共产主义青年运动（荷兰新共产党青年翼）
- 波蘭 波兰共产主义青年（波兰共产党青年翼）
- 葡萄牙 葡萄牙共产主义青年（葡萄牙共产党青年翼）
- 羅馬尼亞 社会主义青年联盟（罗马尼亚社会党青年翼）
- 英国 青年共产主义联盟（不列颠共产党青年翼）
- 捷克 共产主义青年联盟
- 俄羅斯 俄罗斯联邦列宁主义共产主义青年联盟（俄罗斯联邦共产党青年翼）
- 俄羅斯 革命共产主义青年联盟（布尔什维克）（苏联共产党俄罗斯共产主义工人党青年翼）
- 塞爾維亞 南斯拉夫青年共产主义联盟（南斯拉夫新共产党青年翼）
- 西班牙 西班牙共产主义青年联盟（西班牙共产党青年翼）
- 西班牙 共产主义青年集体（西班牙工人共产党青年翼）
- 西班牙 加泰罗尼亚共产主义青年（加泰罗尼亚共产党人青年翼）
- 瑞典 瑞典共产主义青年（瑞典共产党 (1995年)青年翼）
- 瑞典 革命共产主义青年（共产党青年翼）
- 土耳其 土耳其共产主义青年（土耳其共产党 (2001年)青年翼）
- 匈牙利 左翼阵线—共产主义青年联盟（匈牙利工人党青年翼）